# Paranthura argentinae
Paranthura argentinae là một loài chân đều trong họ Paranthuridae. Loài này được Kussakin miêu tả khoa học năm 1967.